# Gypona marginifrons
Gypona marginifrons är en insektsart som beskrevs av Fowler 1903. Gypona marginifrons ingår i släktet Gypona och familjen dvärgstritar. Inga underarter finns listade i Catalogue of Life.